# Uromys neobritannicus
Uromys neobritannicus — вид гризунів родини мишевих (Muridae). Ендемік острова Нова Британія, Папуа-Нова Гвінея. Це наземний вид, і відомостей про його природну історію мало. Загалом були зібрані поодинокі тварини, принаймні одна з них була знайдена в заростях тропічних лісів.